# Státní znak Lichtenštejnska
Státní znak Lichtenštejnska je znakem panovnického domu. Jeho užívání je vyhrazeno pro členy knížecího domu a státních orgánů, soukromé osoby mohou užívat státní znak, je-li to ve státním zájmu. Znak je složen ze znaků různých oblastí Evropy, ve kterých knížecí rod v historii figuroval.
Štít je složen z:
- 1. pole – zlaté, s černou (ve zdroji zřejmě omylem zlatou) orlicí se stříbrným perizoniem (znak Slezska)
- 2. pole – erb rodové větve Kuenringů (podobný se znakem Saska)
- 3. pole – červeno-stříbrný polcený štít (znak Opavska, ovšem s obrácenými tinkturami než do r. 1614)
- 4. pole – erb hraběcí rodiny Rietbergů
- 5. pole (vsunuté mezi 3. a 4.) – modré, lovecký roh (znak Krnovska)
- Srdeční štítek – zlato-červený, dělený erb Lichtenštejnů

Pokud je štít položen na knížecí hermelín s knížecí korunou, jedná se o velký znak. Je-li použit pouze znak knížecí rodiny s korunou, jde o malý znak.

## Historie
Roku 1699 koupil hrabě Jan Adam I. z Lichtenštejna od pánů z Hohenemsu hrabství Schellenberg (dnes tzv. Dolní země, Unterland) a v roce 1712 i hrabství Vaduz (dnes Horní země, Oberland). Po jeho smrti byla obě hrabství sloučena do panství Liechtenstein. 23. ledna 1719 Karel VI., císař Svaté říše římské, povýšil Lichtenštejnsko na říšské knížectví.
Erbem Lichtenštejnů byl zlato-červeně dělený štít z kterého byly odvozeny i první vlajky tohoto útvaru.
6. srpna 1806 se František II., poslední říšský císař, vzdal (na nátlak Napoleona) titulu a západní část Říše byla přeměněna na Rýnský spolek a Lichtenštejnsko na suverénní stát v rámci spolku. Státním znakem Lichtenštejnska se stal znak panovnického rodu, užívaný již od roku 1630, kolem štítu byl Řád zlatého rouna.
V roce 1815 se stalo Lichtenštejnsko, zcela nezávislým státem a členem Německého spolku, státní znak se užíval s oválným štítem, ale bez Řádu zlatého rouna.
Znak a koruna se poté zobrazovaly v různých grafických podobách, např. od počátku 20. století do 30. let (na mincích) s Řádem zlatého rouna obklopený vavřínovým věncem.
4. června 1957 byl poprvé v historii oficiálně schválen vzhled státního znaku Lichtenštejnska.

Lichtenštejnská koruna
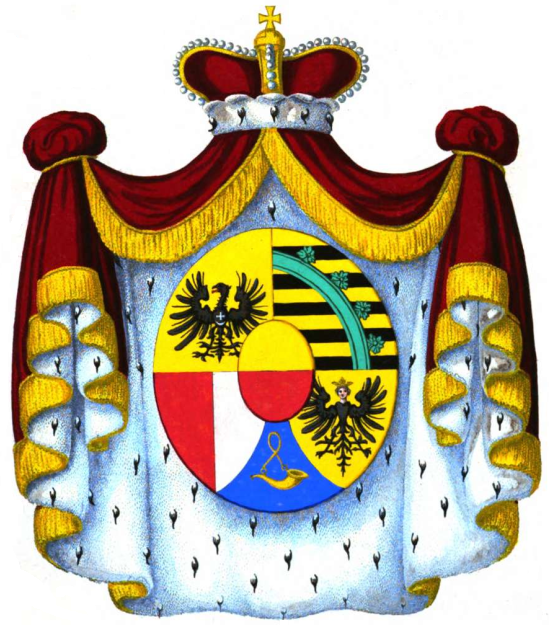
Lichtenštejnský znak (1815–?)

K poslední úpravě státních symbolů došlo zákonem „O znaku, barvách, pečeti a emblému Lichtenštejnského knížectví” z 30. června 1982. Zákon byl publikován 18. září 1982 ve Státním věstníku zákonů (Landesgesetzblatt) č. 58, kterým byla upřesněna kresba knížecí koruny na vlajce (přibylo svislé šrafování na dýnku hermelínové čapky) a v úvodní části zákona byl definován malý i velký státní znak a dokonce i jejich černobílé vyobrazení.

## Podobnost erbu Kuenrigů se znakem Saska
Ferdinand II. povolil zakladateli rodu Karlovi I. z Lichtenštejna roku 1620 užívat roku 1594 erb vymřelého rodu Kuenringů.
Erb Kuenringů je dělen osmkrát a začíná zlatou, na rozdíl od velmi podobného znaku Saska, který je dělen desetkrát a začíná černou. Zelená diamantová koruna je prohnutá, zatímco v Saském znaku rovná.

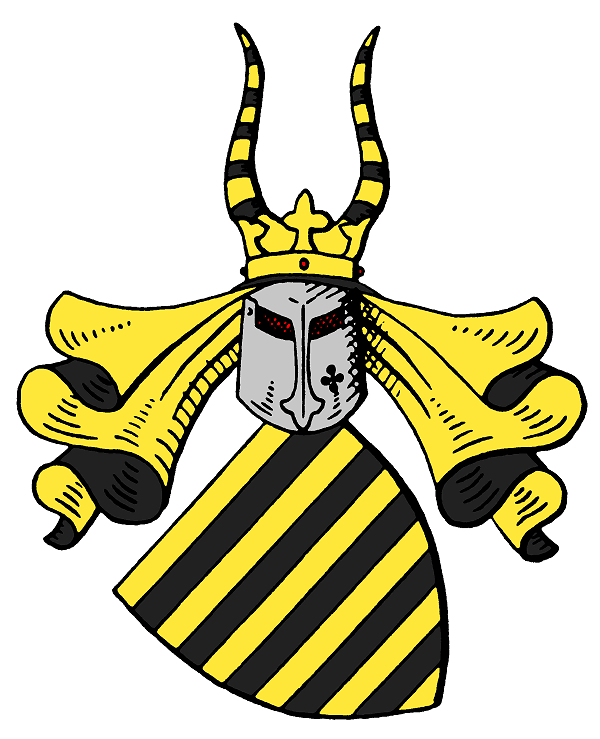
Erb Kuenringů
Znak Saska

## Vlajky lichtenštejnských obcí
Lichtenštejnsko se člení na 11 obcí (Gemeinden). Všechny obce užívaji vlastní znaky:

Balzers
Eschen
Gamprin
Mauren
Ruggell
Schaan
Schellenberg
Triesen
Triesenberg
Vaduz

Z těchto znaků jsou odvozeny i varianty vlajek a varianty vyvěšované vertikálně na způsob korouhví, většinou o poměru stran 1:4. Oficiální vlajky však nejsou odvozeny ze znaků a existují i z nich odvozené varianty vyvěšované vertikálně.